# Paula Santos
Paula Alexandra Sobral Guerreiro Santos Barbosa (Setúbal, 29 de Setembro de 1980) é uma química e política portuguesa, deputada à Assembleia da República Portuguesa e presidente do grupo parlamentar do Partido Comunista Português. Foi eleita pelo círculo eleitoral de Setúbal desde 2009, reeleita consecutivamente nas Eleições legislativas portuguesas de 2011, 2015, 2019, 2022 e 2024.

## Biografia
Licenciada em Química Tecnológica. Foi dirigente associativa na Associação dos Estudantes da Faculdade de Ciências da Universidade de Lisboa. Integra a Presidência do Conselho Português para a Paz e Cooperação.

## Atividade Política
É membro do Comité Central do PCP. Foi eleita à Assembleia Municipal do Seixal e vereadora da Câmara Municipal desta cidade entre 2005 e 2009. É membro da Comissão Concelhia do Seixal, da DORS.
Em 21 de Abril de 2022, depois de Volodymyr Zelensky discursar da Assembleia da República (por tele-conferência) considerou que o discurso “serviu para animar a confrontação, bem visível ao apelo a mais armamento e sanções”. Considerou também que na Ucrânia, há um poder xenófobo e belicista.

### Cargos exercidos na Assembleia da República
Eleita deputada à Assembleia da República pelo círculo de Setúbal, tendo sido Líder interina do Grupo Parlamentar do PCP entre 15 de Maio e 22 de Junho e 4 de Julho e 4 de Agosto de 2020 em substituição de João Oliveira.

#### XIV Legislatura
Na XIV Legislatura foi Vice-presidente e coordenadora da Comissão de Saúde. Foi coordenadora da Comissão de Administração Pública, Modernização Administrativa, Descentralização e Poder Local. Foi também suplente  da Comissão de Ambiente, Energia e Ordenamento do Território e da Comissão Eventual para o acompanhamento da aplicação das medidas de resposta à pandemia da doença COVID-19 e do processo de recuperação económica e social. Integrou o Grupo de Trabalho dedicado à Alteração ao Regime da Carreira de Enfermagem e também o grupo de trabalho para a Carreira Técnico Superior Diagnóstico e Terapêutica.

#### XIII Legislatura
Na XIII Legislatura foi Coordenadora e Vice-presidente da Comissão de Assuntos Europeus, e pertenceu à Comissão de Ambiente, Ordenamento do Território, Descentralização, Poder Local e Habitação. Coordenou o grupo de trabalho dedicado ao Programa Nacional da Política do Ordenamento do Território, e integrou também os seguintes grupos de trabalho: Escrutínio de Iniciativas Europeias; Lei das Finanças Locais; Temática do Alojamento Local; Revisão da Convenção de Albufeira; Concessão de Audiências; Habitação, Reabilitação Urbana e Políticas de Cidades; Reorganização Territorial de Freguesias e também Pacote Descentralização.

#### XII Legislatura
Na XII Legislatura foi coordenadora da Comissão de Saúde. Pertenceu à Comissão de Negócios Estrangeiros e Comunidades Portuguesas e à Comissão do Ambiente, Ordenamento do Território e Poder Local. Coordenou o grupo de trabalho para a Investigação Clínica e para a Desmaterialização dos Certificados Médicos de Óbito. Integrou ainda os seguintes grupos de trabalho: Terapêuticas Não Convencionais; Procriação Medicamente Assistida; Prescrição por DCI; Cuidados Paliativos; Álcool e Toxicodependência; Exercício da Profissão de Podologista; Alteração de limites e denominação de autarquias; Grupo para proceder à identificação dos condicionalismos legais existentes relativamente ao processo de reconversão das áreas urbanas de génese ilegal; Áreas Urbanas de Génese Ilegal; Lei de Bases do Ambiente; Arrendamento Urbano e Reabilitação Urbana; Modifica os atuais limites das coimas de vários regimes jurídicos; Alteração à Lei do Tabaco; Estatuto do Dador de Sangue; Análise dos Projetos de Resolução sobre a Promoção/Proteção da Natalidade.
Pertenceu ainda ao Grupo Parlamentar de Amizade Portugal-Uruguai, do qual foi Vice-Presidente, ao Grupo Parlamentar Portugal-Timor-Leste e ao Grupo Portugal-Ucrânia. Foi suplente do Grupo Parlamentar Português sobre População e Desenvolvimento.

#### XI Legislatura
Na XI Legislatura foi coordenadora da Comissão do Ambiente, Ordenamento do Território e Poder Local. Pertenceu à Comissão de Negócios Estrangeiros e Comunidades Portuguesas, e à Comissão de Saúde. Integrou também os grupos de trabalho para a Educação para a Saúde; Criação da Ordem dos Nutricionistas; Tutela Administrativa; Apreciação na especialidade do PJL 61/XI, do PSD; Intempéries Ocorridas nos Municípios de Tomar, Ferreira do Zêzere e Sertã; Reapreciação do PJL 325-XI-1 do PEV; Apreciação na Especialidade dos PJL 278-XI-1-PS (Transparência na atribuição de subsídios pelas autarquias) e PJL 441-XI-2-PP (Altera a Lei 26/94, de 19 de Agosto).